# Tatyana Ponyayeva-Tretyakova
Tatyana Petrovna Ponyayeva-Tretyakova (em russo:  Татьяна Петровна Поняева-Третьякова; Moscou, 13 de dezembro de 1946) é uma ex-jogadora de voleibol da Rússia que competiu pela União Soviética nos Jogos Olímpicos de 1968 e 1972.
Em 1968, ela fez parte da equipe soviética que conquistou a medalha de ouro no torneio olímpico, no qual atuou em seis partidas. Quatro anos depois, ela participou de cinco jogos e ganhou a segunda medalha de ouro com o conjunto soviético no campeonato olímpico de 1972.